# Михаил Глинка
Михаил Иванович Глинка (рус. Михаи́л Ива́нович Гли́нка; Новоспаскоје, 1. јун 1804 — Берлин, 15. фебруар 1857) био је први руски композитор који је задобио широко поштовање у својој земљи и често се сматра оцем руске класичне музике. Глинкине композиције су имале велики утицај на будуће руске композиторе, посебно на руску петорку, који су следећи се његовим примером направили препознатљив руски стил класичне музике. Његова најпознатија дела су опере „Иван Сусањин“, „Руслан и Људмила“, оркестарско дело „Камаринскаја“, симфонија „Ноћ у Мадриду“, као и соло-песме.

## Биографија
Глинка је творац руске националне опере. Његов рад се огледа у стварању националног стила, тј. стварању руске националне музике. Пореклом је из богате породице. Током раног детињства, живео је на селу са баком која се бринула о њему. Након њене смрти, Глинка се сели код ујака где има прилике да слуша музицирање кућног оркестра. Ту се сусреће са Моцартовим, Хајдновим и Бетовеновим делима. Ускоро и сам почиње да свира клавир и виолину. Показује интерес за националну уметност, посебно народне песме. Поред тога, учи географију, као и руски, немачки и француски језик. Године 1817, са напуњених 13 година, одлази на студије у Санкт Петербург. Међутим, Глинку привлаче достигнућа Запада и тамо види могућност свог даљег усавршавања. На препоруку лекара, Глинка одлази у Италију 1830. године. У Италији упознаје многе славне композиторе, између осталог Феликса Менделсона и Хектора Берлиоза. У Италији му се родила идеја о руској националној опери. И поред жеље да остане у Италији, очева смрт га приморава да се, након три године боравка, врати у Русију. Ту почиње да ради на првој опери. Реч је о опери „Иван Сусањин“, познате још и као „Живот за цара“, која је премијерно изведена 1836. у Петрограду. Она доживљава неуспех код руске аристократије који је називају кочијашком музиком. Међутим, Глинка наставља са радом. Када његова следећа опера „Руслан и Људмила“ на Пушкинов текст доживи неуспех, Глинка заувек напушта Русију. Одлази у Париз, затим у Шпанију, где проучава шпански фолклор. Ту добија инспирацију за његову најпознатију симфонију „Ноћ у Мадриду“. Умире у Берлину 1857. године.
Начин на који је Глинка третирао оркестар у својим операма утицао је на даљи развој руске оркестарске музике. Његова дела су имала велики утицај на касније руске композиторе, а нарочито на чланове „Руске петорке“.

## Дела
- Опере:

- Иван Сусањин
- Руслан и Људмила
- Кнез Холмски (недовршена)

- Симфонија у B-duru
- Две шпанске увертире:

- Арагонска хота
- Сећање на летњу ноћ у Мадриду

- Оркестарска фантазија Камаринскаја (првобитан назив: Свадбена песма и игра), направљена на два руска напева
- Два гудачка квартета
- Секстет за гудачки квинтет и клавир
- Трио pathetique
- Кантате
- Соло-песме
- Око 40 композиција за клавир